# 모노톤 뮤지엄 RPG
모노톤 뮤지엄 RPG는 2011년 8월 엔터브레인에서 출판 된 다크 판타지 느낌의 테이블탑 롤플레잉 게임이다. 저자는 스가노 타스크.  게임의 핵심 시스템에는 스탠다드 RPG 시스템 (이하 SRS)를 사용하고 있다.

## 개요
게임의 무대가 되는 것은 동화적인 메르헨 색이 강한 가상의 판타지 세계. "이야기"가 모든 것을 지배하는 이 세계에서는 힘있는 이야기 "길잡이(標)"가 신탁과 같이 내려와있어, 사람들은 길잡이에 따르며 살아간다.  길잡이는 본래 사람에게 행복을 가져다주는 이야기인데, 이형이라 불리는 마인들은 이 길잡이를 자신의 욕망대로 개변해 비극으로 이끌 수가 있다.  플레이어 캐릭터들은 이 이형을 쓰러트리고, 왜곡된 길잡이를 바로 잡는 것이 목적이다.
길잡이가 왜곡될 때, 세계의 이치 또한 왜곡된다. 그것은 사실은 아름다웠을 것들을 한없이 추악하게 변경해 버리는 재앙이다. 게임 속에서 PC들은 그림책처럼 상냥하고 아름다운 세계에 단편적으로 나타난 잔혹하고 음울한 무언가를 상대하게 된다. 본작은 이점을 가지고 "아이러닉 동화 RPG '라는 독특한 장르로 내세우고있다.

### 발매까지의 경위
본작의 원형은 디자이너인 스가노타스크가 10대 시절에 친구들과 함께 낙서를 하면서 만들어낸 이야기이다. 노래하고 싶지만 목소리를 빼앗긴 그들. 이형의 작곡가와 불멸의 소녀가 엮어내는 여행 이야기는, 띄엄띄엄 조용하며 담담하게 이야기되는 색이 없는 세계의 이야기라는 뜻으로 "모노톤 뮤지엄"이란 이름이 지어졌다.
학창 시절의 추억으로 버리졌던 이야기는 2007년 1월에 다시 한번 빛을 보게 된다. 계기가 된 것은 "게이머즈 필드"의 새로운 연재 기사 "스가노 타스크의 SRS에 도전"이다.  이 연재 기획은 스탠다드 RPG 시스템의 홍보의 일환으로 시작된 것으로, 게임 디자인 경험이 전혀 없었던 일러스트레이터 스가노에게, SRS를 사용한 오리지날 게임을 만들어하려는 것이었다. 이때 스가노는 "모노톤 뮤지엄"의 게임 화의 아이디어를 내놓은 것이다 .
이 연재를 통해 우여곡절 끝에 완성 된 것이 "모노톤 뮤지엄 SRS"이다. 이 작품은 웹 사이트에 무료 공개되어 "게이머즈 필드"에서도 지원 기사가 연재되고 있다.
그 후, "스가노 타스크의 SRS에 도전"의 새로운 전개로서 이 작품을 유료 상품으로 파는 기획이 새롭게 시작됐다. 그리고 스가노 스스로 여러 출판사에서 프레젠테이션을 하며 최종적으로 엔터 브레인에서 "모노톤 뮤지엄 RPG"라는 이름으로 본작이 발매되었다.
제품 버전은 웹 공개 버전에서 대규모 다듬이되어 있으며, 웹 공개 버전과는 비슷하면서도 다른 것이다.  게임의 주요 테마 이신 마크가 웹 공개 버전에는 존재하지 않는 등 근간 부분에서의 차이도 다수있다.

## 시스템
핵심 시스템에 SRS가 채용되고 있으며, 캐릭터의 작성 방법이나 행위판정은 이에 준한다.
다른 SRS 작품 사이의 호환성은 낮고, 다른 작품의 규칙과 데이터를 가져올 때 GM이 꼼꼼한 조정을 하도록 경고하고 있다.

### 캐릭터를 만드는 방법
플레이어 캐릭터 작성은 캐릭터 클래스를 3개 선택하는걸로 대략적인 아웃라인이 결정된다. 이것은 SRS의 표준적인 캐릭터 작성 룰이다. 클래스의 목록은 #캐릭터 클래스를 참조.
캐릭터의 레벨은 선택한 클래스의 레벨의 합계이다. 초기 작성은 3레벨이다.
또한 클래스별로 특기가 존재해, 캐릭터는 8점의 특기 포인트를 가지고 자신의 클래스의 특기 목록에서 임의로 특기를 습득한다. 특기는 특기 레벨이 존재하며, 같은 이름의 특기를 중복 습득하여 그 특기의 특기 레벨이 1점 씩 상승한다.  또한 원칙적으로는 특기 습득 클래스의 레벨에 따른 제한은 없다.

### 행위 판정
행위 판정은 상향판정에 속한다. 판정에 사용되는 것은 육면체 주사위 두개(이후 2d6로 표기)이다.
"2d6+능력치"에서 얻은 수치가 행위 판정의 목표치 이상이면 판정은 성공이다.  또한 2d6으로 나온 주사위눈이 12라면 크리티컬이 발생하고 최종 달성 값에 관계없이 행위 판정은 자동 성공한다. 반대로 주사위눈이 2라면 펌블이 발생해 자동 실패가된다. 이것은 SRS의 표준 규칙이다.

### 시나리오의 진행
시나리오의 진행에는 장면 제도가 채용되고 있다.  또한 하나의 세션은 오프닝, 미들, 클라이막스, 엔딩의 4개의 페이즈로 나뉘어 있으며, 하나의 세션에서 1개의 시나리오를 확실하게 소화하는 것을 목표로 하는 구조로 되어 있다.

#### 왜곡표
시나리오 중 GM은 언제라도 저주의 말인 '왜곡된 길잡이"를 게임 세계에 투하할 수 있다 (길잡이에 대해서는 세계 설정 항목에서 설명). "왜곡된 길잡이"는 이야기 될 때마다 세계의 이치를 상처입힌다. 그 표현으로서 GM은 왜곡된 길잡이를 한 번 이야기 할 때마다 "왜곡표"를 2d6로 ROC(Roll or Choice)해야한다.
왜곡표는 이야기 되어야 할 스토리(게임 시나리오)가 이 세계의 신(게임 마스터)의 제어에서 벗어나 날뛰어가는 것을 나타낸 표이고, 표의 결과를 적용하여 등장 인물의 성별이 바뀌거나 세계에서 색깔이 사라지는 등, 두서없이 이야기가 혼란해지는 모양으로 다시 쓰여진다.
그러나 왜곡표는 굴려진 직후에 PC가 그 왜곡을 부담한다고 선언함으로써 결과를 취소 할 수 있다. 그 대가로 왜곡을 짊어진 PC의 "박리값"이 1점 상승한다.

### 박리값
이 게임에서 가장 특징적인 점. 캐릭터가 세계의 이치에서 얼마나 괴리되고 있는지를 나타낸다. 게임 시작시의 박리값은 캐릭터가 선택한 클래스의 조합에 따라 달라 0 점에서 7 점 사이를 취한다.  박리값은 게임 중에 여러 가지 요인으로 상승한다.  게임 종료시에 박리 값을 감소시키는 판정을 할 수 있지만, 그래도 박리값이 10이상이면 그 캐릭터는 세계를 향한 애착을 잃고 이형이 되고만다. 그렇게 된 캐릭터는 이후에는 NPC가 되어 플레이어의 손을 떠나게 된다.
박리값이 상승하는 요인으로 가장 대표적인 것은 "왜곡표"취소(위)와 '일탈 능력"의 사용이다. 일탈 능력은 이 게임에서 일종의 '필살기'이며, 일반 특기보다 강력한 효과를 가진 영웅적 능력이다. 일탈 능력은 여러 종류가 있어, 캐릭터 생성시 제공되는 목록에서 임의로 2종류를 선택할 수 있고(클래스 등의 제한은 없다), 기본 박리값이 6 이상인 경우는 3 종류까지 선택할 수 있다. 일탈 능력은 사용 횟수에 제한은 없지만, 사용할 때마다 지정된만큼의 박리값이 상승한다.
박리값이 6점 이상이 된 후 박리값이 한 번에 2점 이상 상승하면 그 때마다 "징후 표"라는 표를 2d6로 굴릴 필요가 있다. 이 표는 PC의 박리가 진행되어 이형에 가까워져가는 모습을 그린 표이며, PC는 심신이 변화하는 충격에 의해 다양한 페널티를 받게 된다. 경우에 따라서는 다시는 낫지 않는 상처를 받는 일까지 있는 위험한 표이다.
게임의 시나리오가 클라이막스가 됐을 때에만, PC들은 박리값이 상승하는 타이밍에서 왜곡을 세계에 강요하여 박리값을 상승시키지 않도록하는 긴급 피난을 원하는 만큼 할 수 있다. 그러나 이 선택을 할 때마다 "세계 왜곡 표"라는 표를 2d6으로 굴릴 필요가 있다.  세계 왜곡 표는 그 장면에 일어나는 변이를 나타내는 것이며, 이 결과에 따라 PC가 갑자기 강화 될 수도 있고, 반대로 문답 무용으로 데미지를 받을 수도 있다. 스토리 자체를 혼돈스러운 상황에 떨어뜨리는 "왜곡 표"와 달리 "세계 왜곡 표"는 전투 장면에 한정하여 혼돈을 일으키는 표이다. 세계 왜곡 표의 결과가 마음에 들지 않을 경우 10점의 박리값을 상승시키고 다시 굴릴수 있다. 그러나 이것은 시나리오 중에 한 명당 1회 밖에 할 수 없고, 이 때의 박리값 상승만큼은 세계에 강요 할 수 없다.

### 전투 규칙
"인게이지"의 개념이 구현되어 있기 때문에 위치 관계는 어느 정도 편리하게 표현되지만, 무기의 사정과 이동 거리, 위치 선정 등을 고려한 전술이 필요하다.
히트 포인트가 0이되면 전투 불능이 된다. 행동 불능이 되는 것만으로 즉사하지는 않는다.  전투 불능 상태는 장면 종료시에 회복하지만, 그 상황에서 누군가가 살의를 가지고 "목숨 끊기"를 선언해서 1행동을 소비하면 그 캐릭터는 사망한다. 또한 "엘샤드"의 "브레이크"나 "천화요란RPG"의 "각오상태"와 같이, 즉사의 리스크를 갖는 것으로 전투 불능을 해제하는 룰은 존재하지 않는다.

## 세계 설정

### 왼쪽의 땅
게임의 무대가 되는 것은 "왼쪽의 땅"이라는 가상의 판타지 세계이다. 왼쪽의 땅은 메르헨적인 동화를 모티브로 디자인되어 있어 한마디로 "서구의 동화와 옛날이야기의 무대가 될 것 같은 풍경"이 펼쳐진 세계이다. 샘의 요정에서 금도끼은도끼를 받을 수 있도록 정직한 마을 사람이 사는 목가적인 전원이 있고, 드래곤에게 잡혀간 공주를 구하러 가는 수려한 외모의 왕자가 사는 새하얀 성이 늘어서 있고, 가시로 둘러 싼 깊은 숲속에는 식인 마녀가 사는 그런 세상이다.
이 세계는 풍경에 메르헨적인 동화 같은 느낌이 있을 뿐만 아니라 "우리 현대인이 동화 같다고 인식할 수 있는 사건"이 강제로 발생하도록 "세계의 이치"가 정한 세계이다.  따라서 누군가에 의해 그려진 동화 그림책 속에 스며있는듯한 메타 픽션의 감각을 플레이어에게 가져다주는 부분도 있다.

### 지지 (地誌)
이 세계는 물 대신 허무가 흐르는 대하 "부드러운 물"에 의해 동서로 나뉘어 있으며, 동쪽을 "오른쪽 땅", 서쪽을 "왼쪽의 땅"이라고 부른다. 오른쪽 땅은 이 세상을 만든 여신이 살고있다고 추측되지만, 거기에 도착한 이는 전설이나 신화에 거론되는 영웅뿐이라고 알려져있어 오른쪽 땅이 어떤 곳인지는 아무도 정확히 알 수가 없다. 또한 왜 동서를 좌우라고 부르고 있는지도 아무도 모르는 수수께끼 중 하나다.
왼쪽의 땅은 부드러운 물 근처일수록 허무의 영향으로 파괴되어 있고 거기에서 떨어져 서쪽으로 갈수록 인간의 문화권이 발전해 있다. 그러나 일정 이상의 서쪽에는, 끝이없는 "언제나 어두운 숲"이 펼쳐져 있다. 그곳은 요정이나 요괴라고 불리는 "그들"의 세계이다. 또한 왼쪽의 땅의 남쪽은 100여 년 이상 전란이 계속되는 분쟁 지역이다.
왼쪽의 땅에서 지리적으로 주목할만한 것은 바다의 존재이다. 이 세계에서 바다라는 것은 "산보다 거대한 직육면체의 수조"을 말한다. 이것이 자연물인지 인공물인지는 밝혀지 않았지만, 이 수조에는 바닷물이 차 있어 해양 생물이 살고 있다. 이 수조 이외의 "거대한 웅덩이"는 모두 담수호이다. 소금은 남방의 "소금 평원"을 제외하면 바다 주변에 흩뿌려진 파돗바람에서 태어난 암염이나 수조의 벽면에 달라 붙은 굵은 소금 밖에 취할 수 없기 때문에 매우 귀중하다.  그러나 바다의 주변에는 '바다지킴이'라는 종족이 살고 있고 바다 자원의 남획을 방지한다는 명목으로 이권을 독점하고 있다. 바다지킴이는 해양 생물을 인체에 기생시키는 특수한 문화를 가지고 있어 그로인한 겉모습 때문에 이형과 동일시하는 사람도 있다.

### 사계절
왼쪽의 땅은 사계절이 있는 세계이다. 그러나 계절은 서서히 변화하는 것이 아니라 "틈 날"이라는 하루를 경계로 갑자기 사계절이 변화한다. 그때까지 눈에 덮여 있던 도시가 갑자기 봄 꽃에 둘러싸이게 되는 등의 일이 상식적으로 일어나는 세상인 것이다.  계절이 변화하는 기준인 "틈날"은 사계절의 사이에, 즉 일년에 4번 있다.  틈날은 일어날리 없는 일이 일어나는 날이기도 하며, 메르헨적인 동화의 신비로 정해진 이 세계에서조차도 무엇보다 환상적인, 혹은 악몽같은 하루가 된다.

### 문화
왼쪽의 땅에서 가장 유력한 종족은 인간이다. 인간들은 많은 나라와 도시를 만들고 거기서 살고있다. 이 세상의 "국가"는 도시 국가적인 것이며, 광대한 영토를 가진 제국과 같은 세력은 존재하지 않는다. 네 대국이라고 불리는 세계적인 유력 국가는 있지만 직접적인 지배 영역은 다른 나라와 마찬가지로 하나의 중심 대도시와 그 주변 뿐이다.
"국가"의 대다수는 "도서의 나라", "소금의 나라", "나뭇잎 사이로 비치는 햇빛의 나라" 등 "●●의 나라"라는 이름으로 불리고 있으며 고유 명사가 없는 것이 일반적이다. 또한 국가마다 전혀 다른 문화와 풍습을 가지고 있다. 다른 나라의 인간에게는 이해하기 어려운 정도의 것도 많다. 예를 들어 "환대의 나라"는 여행자에게 어떤 상대라도 최상의 미소로 화려한 환대를 무상으로 실시한다. 이것은 국민에게 "규칙"이며, 법보다 강한 강제력을 가진다. 나라마다 독특하고 강제력 있는 문화가 존재하는 것은 후술할 "길잡이"에 따라 국가가 만들어지기 때문이다.
문명 수준은 기본적으로 중세~근세 유럽을 모티브로 한다. 인간들의 직업의 대부분은 농업 관계이다. 그러나 일부 국가에서는 기술 수준이 높은 곳도 있다. "직공의 나라"는 이미 증기 기관이 실용화되어 있으며, 최근에는 전기의 실용화까지 연구되었다. 다른 나라에서도 증기 기관 수준의 기술력을 가질 수 있지만, 거기까지 기술 수준이 높은 곳은 소수이다. 역사를 잃어버린 200년 전 "암흑기" 이전에는 상당히 뛰어난 과학 기술과 고대 문명이 존재했다고 추정되며, 그곳에서 발굴된 로스트테크놀로지의 산물을 소유하는 나라도 있다. 그러나 이러한 기술로는 해석하지 못하는 것이 대부분이기 때문에 그 기술을 이용한 기계를 재생산 할 수 있는 것은 거의 없다. 또한 현실 세계에는 존재하지 않는 독자적인 기계 기술 체계로 "꼭두각시"라고 불리는 자율 인형을 만들어내는 기술이 존재하고 있다.
또한, 판타지 세계가 흔히 그렇듯 이 세계에서는 마술이 기술로서 확립하고있다. 마술은 신의 은총이라는 인식이 있기 때문에, 기본적으로는 긍정적으로 받아들여진다. 그러나 이형의 힘과 엮는 이의 힘은 금기의 기술로 취급받아 평범한 마법과는 별개로 두려움을 산다.

### 종족
인간 이외에 다음과 같은 종족이있다.  여기에는 생물학적으로 인간과 같은 것들도 있지만, 왼쪽의 땅의 문화적으로 인간과는 다른 것으로 간주되기 쉬운 민족들도 여기서는 이종족으로 취급한다.

#### 그들
인간들과 어울리고 지내며, 동식물과도 다른 신비한 힘을 가진 자들의 총칭. 즉 "신에 의해 만들어진, 인간과 다른 뿌리를 가진 종족"의 총칭이라고 생각하면 된다. 따라서 그들이라 불리는 자들은 더욱 세분화 된 종족으로 나누어진다.
그 중에는 어느 개체 이외엔 동족이라고 부를 수 있는 종족이 존재하지 않는 그들 또한 있기 때문에 그들이 대체 어느 정도의 수로 분류되는지는 아무도 모른다. 따라서 그들의 종족 설정을 유저가 자유롭게 해도 좋다.

#### 꼭두각시
인간의 손에 의해 만들어진 인공적인 생명과 자아를 주어진 존재의 총칭. 꼭두각시의 정의는 "자신은 꼭두각시이다"라고 인식한 꼭두각시, 라고 되어있다. 왼쪽의 땅은 우리의 세계보다 평균적인 과학 기술 수준은 낮지만 마법이 존재하기 때문인지, 인공 생명을 만드는 기술만큼은 독자적인 발전을 자랑한다.
기계 장치인 것이 대다수인 듯한데, 나무 인형에서 시체로 만든 고기 인형까지도 생명과 자아가 주어지면 "꼭두각시"라고 불린다.
꼭두각시는 대부분의 국가에서는 '편리한 도구'라는 인식이다. 꼭두각시의 인권을 인정하는 나라도 있지만, 어디까지나 그것은 기교한 문화로 간주된다.

#### 바다지킴이
"바다"주변에 사는 민족. 외형은 인간과 비슷하지만, 해양 생물을 몸에 흡착시켜 공생하는 기묘한 생태를 가진 종족이다. 그 이름 그대로 바다의 수호자이며, 해양 자원을 남획하려고하는 것을 허락하지 않는다. 바다지킴이가 사라진 바다는 탁해져 멸망하게 된다.
인류의 조상인 '일곱 고대족'의 하나인 피네 족의 후예. 즉 넓은 의미에서는 인간이지만, 지금에 와서는 다른 인간들과 문화가 너무 다르기 때문에 이종족으로 취급되기 십상이다.
건넘
부정형이며 진흙같은 몸과 곤충 같은 눈을 가진 수수께끼의 종족.  "부드러운 물"에 놓인 "부드러운 다리"에서만 서식하지만, 사람의 마을까지 내려 오는 것도 있다. 부정형의 몸은 임의로 외모를 변화 시킬 수 있기 때문에 사람의 마을에 섞인 건넘은 사람의 모습을 취한다.
그런 건넘의 대다수는 아름다운 용모를 하고 있어서, 인신매매범에게 납치당하는 일도 있다.
또한 인간의 마음을 읽을 수도 있다고 한다.

#### 불멸자
뛰어난 재주 덕분에 신으로부터 영원한 생명을 받은 선택받은 존재. 왼쪽의 땅에서는 불멸자가 된 사람들은 사람을 뛰어넘은 성인으로써 취급받고, 절대적인 권력을 가진다. 노력해서 자신의 재능을 갈고닦으면 불멸자로 선택받을 수 있다고 믿어지고 있으며 불멸자가 되는 것은 수 많은 사람들이 목표로 하는 것이기도 하다.

### 길잡이
길잡이란 세상을 창조하신 신이 이 세상에 사는 자들에게 주어지는 "인도"라고 믿어지는 예언시이며, 운명과 동일한 것으로 취급된다. "모노톤 뮤지엄 RPG"의 가장 중요한 설정이다.
길잡이는 시와 같은 '말'로써 사람들 앞에 예고없이 나타난다. 그것은 하늘에서 음성으로 나타나는 경우도 있고, 골목의 어린아이가 뭔가에 홀린 것처럼 길잡이의 내용을 읊을 수도 있다. 자동 서기처럼 무의식적으로 길잡이의 문장을 쓸 수도 있고, 성벽에 낙서처럼 길잡이의 글이 갑자기 나타나는 경우도 있다. 사람은 길잡이를 직접 인식하면 "이것은 길잡이이다"라고 절대적으로 이해하게 된다. 그러나 길잡이가 내려진 후에 그 내용을 그저 단어와 문장으로 옮긴다 하더라도 절대적으로 이해하게 되는 힘이 다시 주어지지는 않는다. 길잡이의 내용을 다른 사람을 통해 들었다고 하더라도 그것이 정말 길잡이인지의 여부는 아무도 모르는 것이다. 그러나 "이야기꾼"라는 능력을 가진 자만은 누군가에게서 들은 길잡이의 내용을 "이것은 길잡이이다"라는 절대적인 이해를 부여하여 타인에게 전달하는 힘을 가진다.
길잡이를 직접적으로 인식한 자는 그 길잡이에 따르는 것이 이 세계의 거주자의 상식이 되어있다. 길잡이는 특정 개인에게 주어지는 수도 있고 집단이 동시에 가질 수도 있다. 길잡이가 집단에 주어진 경우, 길잡이를 지키기 위한 커뮤니티를 형성하게 되고, 즉 그것이 "국가"의 원인이 될 수도 있다. 길잡이가 왕에게만 주어져, 아무것도 모르는 국민에게 길잡이에 따르는 생활을 강요하는 케이스도 있다.
어떤 길잡이의 예를 들면 이렇다.
| "                             | 그리고 공주가 괴물에게 삼켜질 때 파란 눈의 청년이 일어섰습니다 청년은 공주를 구해냈습니다 두 사람은 언제까지나 행복하게 살았습니다 | " |
| - "모노톤 뮤지엄 RPG"P182에서 | |   |

길잡이가 만약 "파란 눈의 청년"에게 주어진 경우, 그는 이 길잡이를 성립시키기 위해 공주를 돕는 모험에 나설 것이 요구된다. 길잡이는 세계의 이치에 따르는 이야기이기 때문에 길잡이가 전하는 내용에 따르면, 길잡이가 말하는 대로의 사건이 발생한다. 그러나 사람들이 자유 의지를 가지고 행동하는 것만은 길잡이가 강제 할 수 없다.  반대로 말하면 자유 의지의 행동을 방지하기 위해 길잡이는 "이야기의 주요 캐스트"(이 예에서 말하면 주인공 역인 '푸른 눈의 청년')에게 각본을 먼저 제시하고 있다고 생각할 수 있다. 만약 공주도 괴물도 파란 눈의 청년도 아닌 이야기의 무관계한 이에게 길잡이가 주어진 경우에도 그 인물은 길잡이를 성립시키기 위해 노력해야만 한다. 자신이 '푸른 눈의 청년'이 아니라면, 이 청년을 찾아내는 노력이 요구된다. 자신한테 표가 주어진다면 거기에는 하나님의 깊은 의도가 숨겨져있을 것이라고 생각하는 것이 이 세계의 일반 주민의 모습이다.
왼쪽의 땅의 주민들이 왜 길잡이를 지키는가하면, 거기에는 주로 두 가지 이유가 존재한다.
우선 하나는 길잡이에 따르면, 반드시 사람에게 길잡이에서 전하는 행복한 결말이 약속되기 때문이다. 길잡이의 대부분은 "행복하게 살았답니다"라는 문장으로 끝난다. 이것은 길잡이가 왜곡되지 않는 한 반드시 행복한 결말을 가진다는 증명이다. 상술한 길잡이가 달성되면 "두 사람은 언제까지나 행복하게 사는" 해피 엔딩이 물리 법칙처럼 필연적으로 발생한다. 공주님이 청년과 살게되는 이유는 여러 가지가 있을 수 있지만, 함께 산다는 결말은 고정된다. 따라서, 사람들은 행복을 추구하기 때문에 목표를 달성 하게 된다.
두 번째는 길잡이에 거역할 경우 이형의 저주가 찾아오기 때문이다. 길잡이는 사람에게 행복을 약속하는 대신 그것을 외면한 이에게는 용서가 없다. 여기서 길잡이를 외면한다는 것은 의사와 행동이 수반되어야 한다. 만약 청년이 길잡이를 따라갔으나 능력이 부족해 공주를 구하는 데에 실패한 것 뿐이라면 길잡이가 달성되지 않은 것으로 해피 엔딩을 얻지 못한 채 끝날 뿐이다. 그러나 청년이 공주를 돕자는 행동 자체를 취하지 않으며, 길잡이로 거론되는 과정을 의도적으로 무시하는 경우는 "길잡이를 외면했다"고 간주된다. 만약 이 길잡이가 청년뿐만 아니라 공주님에게도 주어진다면, 공주는 "괴물에 삼켜질" 의무가 발생한다. 괴물이 공주를 삼키는 데 실패했다든가 한다면 길잡이가 미달된 것에 불과하지만 공주가 자발적으로 괴물에게서 도망치려고 하면 길잡이를 거역한 것이 되어 이형화하게 되는 저주를 받는다. 거기에는 용서도 온정도 없고 오직 길잡이에 따랐는가 또는 반대했는가 의 여부만이 관계된다.
길잡이는 이 세상에서 모든 윤리와 도덕을 초월한 절대적인 지표이다.  길잡이로 전해진 것은 어떠한 이론이나 감정을 빼고 지켜야만 한다는 것이 이 세계의 거주자의 기본적인 생각이다. 그것은 마치 이야기의 등장 인물이 작가에 거역하지 않는 것과 같은 것으로 생각할 수 있다. 사람들은 길잡이가 언젠가 자신에게 내리는 것을 갈망해가며 세계에서 살고 있다.

### 이형
이형은 세계의 이치를 일탈한 끝에 되는 모습이다. 왼쪽의 땅에서 가장 대표적인 세계의 이치는 길잡이를 말하는 것이며, 즉 이형은 길잡이를 등진 자들에게 찾아오는 결말이기도 하다.
이형화는 단계적으로 진행된다. 처음에는 신체의 극히 일부분에 상처가 생기거나 하는 것뿐이지만, 그 징후는 점점 퍼져서 결국은 짐승 같은 뿔이나 손톱이 자라는 일도 드물지 않다. 이형화의 양상은 그 개체에 따라 다양하지만, 이형화된 부위에서 색채를 잃게 되는 것은 모두에게서 공통되는 특징이다. 본작에서는 흑백의 모노톤을 이형화의 상징으로 다루고 있다. 또한 그림자가 없어지는 경우가 많으며, "그림자 없음"은 이형의 별칭이기도 하다.
이형화가 계속 진행되면 이번에는 마음이 망가져 간다. 인류가 잃어버린 자신의 욕망을 이루기 위해서라면 뭐든지 할 수 있는 에고 덩어리가된다. 이렇게 된 이형을 가람이라고 부른다.
이형이 된 자는 일종의 모독적인 힘을 사용할 수 있게 된다. 그것은 "왜곡된 길잡이"를 만들어 낸다는 것이다. 왜곡된 길잡이는 신에 의해 주어져야 할 "올바른 길잡이"를 자신의 욕망에 따라 내용을 변경시킨 것이다. 경우에 따라서는 왜곡된 길잡이 자체를 처음부터 새로 만들어 낼 수도 있다.
"왕자님이 괴물로부터 공주를 구해 공주님과 연결된다"는 올바른 길잡이가 있다면 그것을 이형이 왜곡한 경우, 예를 들면 다음과 같다.
| "                              | 왕자는 공주를 괴물로부터 구해내려고 하지만, 끔찍한 괴물에게 먹혀 죽어버렸습니다. 왜냐하면 괴물은 바로 공주였기 때문이에요. 그리고 그 나라는, 괴물의 지배 아래 영원히 고통받게 되는 것이었습니다. 그리고 모두 행복하게 살았답니다. | " |
| - "모노톤 뮤지엄 RPG" P187에서 | |   |

왜곡된 길잡이가 가장 무서운 점은 왜곡된 길잡이를 받은 자가 그것을 거슬렀을 경우에도 이형화의 저주가 걸려버린다는 점이다. 왕자나 공주는 절망하며 왜곡된 길잡이를 따를 것인지, 운명을 증오해 이형이 될 것인지의 두 가지의 악수 강요를 받는다. 이 궁국의 선택에 있어서는 왜곡된 길잡이라도 받아들이는 사람의 비율이 높다. 이것은, 그 길잡이가 정말로 왜곡되어 있는지 아닌지는 "엮는 이"가 아니라면 알 수가 없기 때문이다. 명백하게 잔혹한 내용의 길잡이라도 그곳엔 신의 의도가 숨겨져 있을지도 몰라. 다음이 되어 투하될 "진정한 해피엔딩을 불러오는 속편의 길잡이"를 성립시키기 위한 복선일지도 몰라. 그것이 "올바른 길잡이"일 가능성이 티끌만큼이라도 있는 한, 사람들은 그것에 거역할 수 없는 것이다. 그렇기 때문에 왜곡된 길잡이를 내놓는 이형이 두려움을 사는 것이다.
이형이 왜곡된 길잡이를 내릴 수 있는 것은 세계의 이치를 왜곡시키고 있기 때문이라고 한다. "세계의 이치"란 왼쪽의 땅에서 일어날 수 있는 물리 법칙과 인과율을 포괄 한 말이며, 길잡이 또한 세계의 이치에 따라 발생하고있다. 세계의 이치가 왜곡되면, 일어나게 될 일이 일어나지 않게 되고 일어나서는 안될 일이 일어난다. 물은 아래에서 위로 흐르고 남자는 여자로 노인은 아이로 변모한다. 따라서, 왜곡된 길잡이는 "물리 법칙으로 있을 수 없는 일"까지도 기술되며, 해피 엔딩으로 끝나도록 기록된 운명은 배드 엔딩으로 덧씌어진다. 그리고 끔찍하게도, 왜곡에 휘말린 사람마저도 왜곡에 의해 이형화 해버릴 가능성이 있다.
이렇게 발생하는 왜곡은 연쇄적으로 확대된다.  왜곡된 길잡이가 발생하면 길잡이의 내용과 관계없이 세계는 상처입는다. 게임 중에 쓰게 되어있는 "왜곡 표"는 세계가 무너져가는 모습을 그리고 있다.  왜곡된 길잡이에 의한 세계의 부작용에서 가장 거슬리는 것은 "올이 풀린"다는 공간의 균열의 발생이다. 올이 풀린 세계는 상처 입었으며, 그 상처 구멍에서 허무가 흐른다.  그리고 계속해서 올이 풀려나가면 그 땅과 거기에 사는 모든 존재가 허무에 집어삼켜져 누구로부터도 인지 할 수 없게 된다.
이러한 일을 일으키는 이형은 이 세계에서 배제해야 할 존재로써, 혐오받으며 두려움 받고 있다. 이형 모두가 세상을 왜곡 시키고 있는 것은 아니지만, 가람은 그렇지 않다. 그리고 이형화가 진행하면 가람이 되고, 한 번 이형화가 시작되면 그것을 억제할 수 있는 기술은 확립되어 있지 않기 때문에, 이형의 징후가 나온 사람이 발견된다면 손 쓸 수도 없게 되기 전에 그 사람을 "배제"하는 것이 세계의 상식이다. 이형 중에는 왜곡에 휘말려 이형이 된 순수한 피해자도 있지만, 그들 또한 박해 받는다. 나라에서 추방되는 등은 그나마 온정한 처우이며, 화형되는 것조차 드문 일이 아니다.
또한 이형이 살해당한 경우, 그 이형이 초래한 왜곡된 길잡이나 풀린 올이 무효화되는 일이 많다. 그로인해 모든것이 복원된다는 보장은 없지만(예를 들어, 죽은 사람이 살아나는 일은 거의 없다), 이 점은 왜곡된 길잡이에 두려움에 떠는 사람들의 희망이기도 하다.

### 엮는 이
올바른 길잡이 또는 왜곡된 길잡이에 등을 돌린 경험이 있으면서, 이형 화의 진행을 억누를 수 있는 자들이 소수이지만 존재한다. 왼쪽의 땅에서는 그들을 "엮는 이"라고 부른다.  "모노톤 뮤지엄 RPG"의 PC들은 모두 엮는 이가 된 자들이다.
엮는 이가 되면 모든 길잡이에 얽매이지 않게 된다. 올바른 길잡이든 왜곡된 길잡이든 그에 거슬러도 이형화하는 일은 결코 없다. 그들은 완전히 자신의 자유 의지로 자신의 인생을 완수 할 수 있다. 어떻게 해서 엮는 이가 태어나는가의 메커니즘은 명확하지 않지만, 모든 엮는 이에게 공통되는 점은, 설령 길잡이를 앞에 두고도 틀린 것은 틀렸다고 할 수 있는 강한 마음과, 자신의 양심을 위해 진정한 행복을 찾으려는 신념을 가졌다는 것이다.
엮는 이가 된 자는 "세계의 이치"를 자신의 의사로 인식하고 거기에서 임의의 일탈하는 힘을 가진다. 이것은 룰 적으로 "일탈 능력"으로 재현되어있다. 일어날리 없는 일을 일으킬 수 있는 그 힘은, 이형이 가진 힘과 근원이 같고, 너무 사용하게 된다면 엮는 이가 이형화 한다. 따라서 많은 엮는 이가 힘을 매우 신중하게 취급한다. 또한 이론적으로 엮는 이 또한 왜곡된 길잡이를 발생시킬 수 있지만, 의식적으로 그런 일을 하는 엮는 이는 가람과 동질하므로 "완전한 이형이 되어버리지 않은 엮는 이"를 PC로써 다루는 본작에서는 PC인 채로는 왜곡된 길잡이를 발생시킬 수 없다.
모든 엮는 이는 이형에 의해 발생하는 왜곡에 대항하는 힘을 가진다.  그것은 세계의 왜곡을 스스로가 받는 것이다. 그것은 엮는 이를 이형화시키는 위험을 내포하고 있지만 엮는 이들은 이 힘으로 세계의 왜곡을 바로잡아야 한다고 믿고 있는 자가 많다.
엮는 이들의 호조 조직인 재봉사 조합에서는 "세계의 이치"를 실 같은 것으로 설명하고 있으며 그 실을 조종한다는 의미에서 "엮는 이"라는 이름이 태어났다. 그러나 이 네이밍은 "'올바른 이야기'를 엮어내는 사람들"이라는 중의성 또한 담고있다.
세계는 엮는 이들을 다양한 시선으로 보고 있다. 이형으로부터 세계를 보호해주는 구세주라는 생각도 있으면, 이형과 같은 저주받은 존재로 보는 생각도 있다. 전자의 대표적인 것이 네 대국의 하나인 "직공의 나라"이며, 후자의 대표가 네 대국의 하나인 "성도"이다. 성도는 길잡이를 신의 은총으로 여기는 성교회의 본거지이기 때문이다. 그 성도 중에서도 엮는 이들에게 비교적 관대한 파벌과 철저한 탄압을 주장하는 파벌이 있다. 관대한 파벌은 엮는 이를 체포 한 후 북부로 유배하는 입장을 취하지만 (북부에는 엮는 이를 보호하는 직공의 나라가 있기 때문에 북쪽에서 나오려고하지 않는 한 자신의 안전은 보장 된다) 탄압하는 파벌에서는 엮는 이를 발견하는대로 문답 무용으로 그 자리에서 처형하는 입장을 취한다. 성교회의 영향력은 왼쪽의 땅의 인간 세력 중에선 가장 크기 때문에, 엮는 이는 전세계가 보자면 '별로 서로 관련되고 싶지 않는 사람들'로 취급되는 것이 평균이라고 할 수 있다.

### 역사
이 세계의 역사는 '암흑기'에 의해 단절되어 있으며, 200년 이상 전의 사건은 확실히 알려져 있지 않은 경우가 많다.  다만 암흑기 이전에는 "일곱 고대 족'이라는 사라진 고대 민족이 존재한 것만은 확실하다. 현재의 인류는 신이 일곱 고대 족을 섞어서 만들어 낸 것이라고 여겨지며, 특별한 재능을 발휘할 수 있는 인물은 고대 족의 피를 강하게 계승하고 있다고 생각된다. 고대 족 중 일부는 현재보다 훨씬 더 고도의 기술을 가진 민족도 있으며, 그들이 만든 도시의 유적을 현재 인류는 "다음의 유적 '이라고 부른다. 이것은 현재의 인류에게는 분석이 불가능하며, 이것을 알 수 있는 것은 인류가 아니라 차세대 무언가라는 자학적인 의미가 담긴 네이밍이다.
전설과 신화에 따르면 고대 족들은 신에 의해 만들어졌으며, 행복한 길잡이에 따라 번영의 끝에 닿은 것으로 알려졌다.  그러나 길잡이에 의한 행복한 결말이 포화 한 결과, 사람들은 서서히 완만하게 되었다고 말해지고 있다.  성교회에서는 행복에 감사하지 않게 된 고대 족이 신의 진노를 사서 멸망했다고 전하고 있으며, 그걸 교훈삼아 역사상에서 이름을 잃은 고대 족의 일곱 도시를 일곱 가지 대죄에 비유한 멸칭으로 부르고 있다.
이후 "검은 눈의 백야"라고 불리게 되는 200년 전의 어느 날, 고대 족의 일곱도시(古都) 중 하나 인 "교만의 고도"에 세계 최초의 이형 퀄리아가 나타난다. 추악한 외모 탓에 사람들로부터 차별받은 퀄리아는 엄청나게 강력한 왜곡된 길잡이를 엮어내어 교만의 고도를 하루 아침에 멸망시키고 주민은 한 명도 남기지 않고 이형로 전락시켰다. 그렇게 만들어진 이형들은 다른 고도에 흩어져 왜곡된 길잡이를 잇달아 엮어내어 세계는 구원할 수도 없이 왜곡되어 갔다. 이 시대를 '암흑기'라고 부른다. 세계에 이형과 가람이 넘쳐나, 행복이 아니라 불행만이 찾아오게 된 암흑기는 100년동안이나 이어져 일곱 고도는 하나 남김없이 파괴되고 고대 족의 문명과 역사는 사라졌다. 암흑기 이전부터 살아남은 불멸자조차도 암흑기 이전에 대해서는 기억하지 못하는 것(고도의 정식 명칭 등)도 있기 때문에, 고대 족의 역사를 잃어버린 것에 대해선 세계의 이치에 의한 간섭이 있었다고 생각된다.
암흑기가 100년간 지속된 후, 세 현자라고 불리는 자들이 신에게 구원을 바라며 "오른쪽 땅"으로 떠났다. 세 현자의 그 후에 대해선 알려져 있지 않으나 그로부터 10년 정도 지난 후 "저녁 무풍의 그녀"라고 자칭하는 여성이 나타난다.  나중에 알게되는 일이지만 그녀는 세 현자 중 한 사람 에셔였다.  저녁 무풍의 그녀는 역사상 처음으로 기록 된 "엮는 이"이며, 이형의 왜곡된 길잡이가 "세계의 이치"를 조작하고 있다는 것을 처음으로 규명해낸 인물이기도 하다. 그녀는 자신과 같은 "엮는 이"의 재능을 가진 사람들을 모아 "재봉사 조합"을 조직하여 세계의 왜곡을 바로잡는 엮는 이의 힘을 체계화시켰다.  협회의 엮는 이들은 이형들을 차례대로 구축해 나갔다. 사람들은 엮는 이를 영웅이라고 부르며 적극적인 협력을 실시했기 때문에 순식간에 세계는 정상적인 모습을 되찾아 갔다.
암흑기가 끝을 고한 몇 년 후, 저녁 무풍의 그녀의 모습이 서서히 이상해져 갔다. 그녀는 "아름다운 세계를 보고 싶다"고 언제나 중얼거리게 되어, 사람들 앞에 나가는 일도 없어지며, 명백히 정서가 불안정해졌다. 결국 그녀는 몇 명의 동료 엮는 이와 함께 성도의 불멸자들을 말살하는 테러를 일으킨다. 이를 "비단 찢는 밤" 사건이라고 부른다. 그녀가 흉악한 일을 행한 동기는 지금도 불명이지만, 저녁 무풍의 그녀는 그 시점에서 이미 가람으로 전락했다는 것만은 누구의 눈에도 분명한 일이었다. 이 사건을 계기로 엮는 이와 이형은 종이 한 장 차이의 존재라는 인식이 세계에 퍼지고 엮는 이의 입장은 매우 위험하게 되었다.
그리고 지금부터 13년 전, 소식 불명이 되어 있던 저녁 무풍의 그녀가 다시 나타났다. 그리고 그녀는 수수께끼와 같은 왜곡된 길잡이를 하나 엮어 냈다. 그것은 엮는 이에 의해 인류가 멸망하고 아름다운 신세계가 찾아온다는 내용이었다. 그 직후, 세계 곳곳에 대량의 이형이 발생했다. 그리고 이 "흑점의 날"을 경계로 암흑기를 능가할 정도의 빈도로 왜곡된 길잡이가 세계에 넘쳐나게되었다. 이제 사람들은 자신에게 왜곡된 길잡이가 주어지지는 않을까 두려워하면서 매일을 보내고있다. 엮는 이들도 세계를 구하기 위해 동분서주하고 있지만, 암흑기를 끝냈을 때와는 달리 지금의 엮는 이들은 사람들로부터 돌팔매를 맞아 쫓겨나는 이단자가 되었다. 그것에 절망한 엮는 이들 중에는 악한 길을 달리게 된 사람도 있다.

### 조직·세력

#### 성교회
세상을 만들어낸 여신을 신봉하는 종교집단. 올바른 길잡이를 향한 절대복종을 사람들에게 전파하며, 그로부터 벗어나는 행위를 대죄로 본다.
현재의 통솔자인 대승정 자라스트로는 엮는 이에게 온건한 불멸자이지만, 최근에는 교회 내부에서 엮는 이 탄압을 주장하는 과격바와의 정치적 대립이 발발하고 있다.
본거지인 '성도'는 왼쪽 땅의 4대국 중 하나. 신을 신봉하는 성교회의 본거지가 있는 도시 국가이며, 백아의 성당이 늘어서 있어 신에게 선택받은 불멸자들이 특권 계급으로써 거주하는 호사로운 나라. '불멸자가 된 자라면 끝없는 향락을 누릴 수 있는 천국'을 지상에 표출하고 있는 뒷면에는, 하층 사회에 대한 착취가 심각하다는 의미를 내포하고 있으며, 빈민에게는 살기 어려운 도시이기도 하다. 그러나, 그 마을에 사는 자들은 아무리 빈곤에 굶주리더라도 '자신들은 신의 슬하에 있기 때문에, 다른 촌놈들보다 우수하다'는 프라이드를 버팀목 삼고 있다.

##### 하느님의 철퇴(御神槌)
성교회의 이단심문국. 모든 이형과 엮는 이를 근절하라는 길잡이를 받은 승려 모벨 홉킨스가 국장으로 취임한 이래, 과격화되며, 교회의 적을 비밀리에 말살하는 암살집단으로 변하고 있다.

##### 신라수(神羅手)의 무리
엮는 이를 탄압하는 방향으로 나아가는 성교회의 안에서, 온건파인 대승정 자라스트로가 만들어낸 비밀 결사. 엮는 이들의 힘을 사용해 왜곡된 길잡이를 바로 잡는 것을 목적으로 하고 있다. 또한, 신라수란 엮는 이를 의미하는 은어이며 '엮는 이가 세계의 왜곡을 대신 받을 수 있는 이유는 그들이 신의 대행자로서 왜곡을 바로 잡을 수 있도록 선택받았기 때문'이라는 의미를 가지고 있다. 재봉사 조합과는 동맹 관계에 있다. 본래라면 같은 신앙의 동지일 터인 하느님의 철퇴와는 사람들 모르게 피로 피를 씻는 다툼을 계속하고 있다.

#### 직공의 나라
탄광이 늘어서 있는 북방의 산허리에 만들어진 도시 국가. 4대국 중 하나. 다양한 기계 기술을 만들어낸 국가이며, 지금의 직공의 나라는 증기 문명의 은혜를 받고 있는 스팀 펑크 느낌이 나는 도시가 됐으며, 그 반대급부로 매연에 의한 대기 오염에 처해있다. 최근에는 전기 기술의 실용화 연구가 진행되고 있다.
현재의 통치자인 코페리우스 7세는 철저한 합리주의자이며, 그 어떤 터부도 두려워 않고 기술 진보를 목표로 하고 있다. 그 상식에 사로잡히지 않는 사고 방식은 정치 방침에도 영향을 주고 있으며, 엮는 이에 대해서도 호의적인 입장을 취한다. 한편, 인체를 꼭두각시화하는 기술까지 긍정하는 탓에 생명윤리적인 반발을 제창하는 기술자도 있어 국내에 대립의 씨앗이 싹을 틔우고 있다.

#### 상인의 나라
면적과 인구 수에 있어서 세계 최대를 자랑하는 도시 국가. 4대국 중 하나. 그 거대한 도시는 시각을 따라 24개의 구획으로 나뉘어 있으며, 그들은 각각 '아침구', '낮구', '밤구' 중 한 파벌에 속한다.
'아침구'에서는 일용품의 교역이 활발하고, '낮구'에서는 사치품의 교역이 활발하다. 그리고 '밤구'에서는 대부분의 반사회적인 물품들의 거래가 이루어진다.

##### 재봉사조합
'낮구'에 본부를 두고 있는 엮는 이들의 상조조직. '저녁 무풍의 그녀'가 설립한 조직이지만, 그녀가 가람이 되고 난 후로는 인연을 끊었다. 그러나, 세간의 눈은 엄격하기에 현재로썬 표면 사회에 나오지 않은 비밀 결사적인 존재가 되어 있다.
다양한 도시에서 포목점이나 봉제 관련 가게로 위장한 지부를 가지고 있으며, 세계의 왜곡을 바로잡기 위해 엮는 이들을 파견한다.

##### 적동의 방울
'밤구'에 본부를 두고 있는 범죄자들의 상조조직. 상인의 나라의 현 대통령이 적동의 방울의 괴뢰라는 사실은 공공연한 비밀이다.
결코 선한 조직이지는 않지만, 적동의 방울이 범죄자들을 통솔하는 것으로 세계의 안정을 꾀하는 필요악처럼 되어있다는 점은 부정할 수 없다. 이러한 성질은 현재의 통괄자인 플라토가 합리적인 인물인 것에 기인한다.
플라토의 이념에 따라 이형에 대해서는 적대적. 한편, 엮는 이에 대하서는 조직에 손해를 끼치지 않는 이상 호의적이다.

#### 소금 나라
남방의 '소금 평원'을 지배하는 바다지킴이들의 도시 국가. 4대국 중 하나. 왼쪽 땅에 있어서 중요한 자원이 되는 '소금'의 권리를 독점하고 있다. 한때는 소금의 교역에서 막대한 부를 얻었으나, 암흑기의 혼란 중 쇄국정책을 펼쳐 도움을 바라는 인근의 인각 국가들을 잘라내 버렸다. 그 결과, 남방은 암흑기로부터 재기하지 못했고 100년 이상에 걸친 분쟁 상황이 계속되는 원인을 낳았다.
현재로서는 소금의 권리를 독점하면서도 교역을 한정시켜 자원의 국외 유출을 막고자 하는 고립 주의를 취하고 있으며, 그 행위는 남방의 인간 국가의 빈곤을 확대시키는 요인으로 칭해지고 있다. 때문에, 남방의 인간 대부분은 바다지킴이를 증오하게 되었다. 그러나, 소금 나라 자체도 교역 제한 때문에 소금 이외의 생활 필수품이 수입되고 있지 않으며 국력은 계속해서 피폐해지고만 있다.
소금 나라의 군사력은 매우 크며 이 나라를 정복할 수 있었던 인간 국가는 아직 없지만, 7년 전부터 격양의 나라를 중심으로 한 남부 통일군이 계속적으로 소금 나라를 침략하고 있으며, 소금 평원의 국경 인근에서는 교전이 끊이지 않고 있다. 그것에 대해 소금 나라의 국왕 와다츠미노미코토에게 '침략자를 물리쳐, 소금 나라를 지켜라'라는 길잡이가 내려왔기 때문에, 이제는 더 이상 인간 국가와의 평화 수립은 불가능에 가까운 어려운 상황이다.

##### 해전수호군
소금 나라의 바다 신인 류우구우노츠카이의 사도인 거대한 심해생물에 의해 구성된 군단. 류우구우노츠카이와 계약한 바다지킴이에게 소환되어, 인간들의 병력을 쫓아낸다. 수십 미터를 넘는 대왕 오징어를 필두로, 대포어와 성채 고래 등이 휘두르는 초상적인 폭력 앞에서는 최첨단 꼭두각시 기술이나 마술조차도 상대가 되지 않는다. 단, 해전수호군은 소금 나라의 가장 안쪽에 있는 '심해'에서 일정거리 이상 떨어진 장소에서는 소환할 수가 없기 때문에, 이 군단은 방위로밖에 사용하지 못한다.

#### 격양의 나라
암흑기의 혼란으로부터 탈피되지 못하고 분쟁을 계속 해오고 있는 남방에 있어서 최대 세력을 자랑하는 국가. 고작 7년 전에 성립된 새로운 국가지만, 남방의 완전 통일을 목적으로 정복 전쟁을 계속하고 그야말로 파죽지세로 그 세력권을 넓혀나가고 있다. 바다지킴이를 이형의 일종으로 보고 있기 때문에, 소금 나라와는 특히 험악한 관계를 가지고 있다. 또한, 엮는 이도 이형의 일종으로 보고 있다.

##### 남부통일군
격양의 나라를 중심으로 한 인간들의 연합군. 격양의 나라의 맹장 보나팔트 E 아디라트에게, 남방의 인간들이 평화롭게 사는 나라를 수립하라는 길잡이가 내려온 것을 계기로 설립되었다. 이것은, 신흥 국가에 지나지 않았던 격양의 나라가 전선을 확대한 직접적인 배경이기도 하다. 무리한 정복 전쟁의 파장은 격양의 나라 자체에도 영향을 끼치고 있지만, 군의 비정상적인 행동 지침의 근거에는 길잡이가 있기 때문에, 불만을 겉으로 드러내는 국민은 얼마 없다. 그러나, 나라의 안팎에서는 그들에게 주어진 길잡이가 왜곡된 것은 아닌지, 의문을 가지는 자도 있으며 그러한 자들은 통일군에 대해 저항 전선을 펼치고 있어 남부의 분쟁은 가속되어만 간다.
통일군은 소금 나라를 '모든 인류의 적'으로써 최대 가상 적으로 취급한다. 인간끼리의 국가 분쟁에는 의문을 가지는 이들도, 바다지킴이를 배제하여 소금 평원을 손에 넣고자 하는 목적에 있어서는 협력적으로 되는 일도 있다.

#### 황혼의 사자
세계 멸망의 길잡이를 뿌려댄 '저녁 무풍의 그녀'에게 동조하여 가람이 된 조직. 그녀가 약속한 '아름다운 세계'의 도래를 위해, 실이 풀린 지역을 넓혀가며 세계의 파괴를 꾀한다. 다만, '저녁 무풍의 그녀'는 이 조직을 이끌지 않으며 이 조직과는 전혀 무관계로 행동하고 있다.

#### 여명의 피안
그 어떤 길잡이에도 지배받지 않는 엮는 이야말로 세계를 이끌 수 있다고 생각하는 엮는 이들로 이루어진 컬트 조직.
사람이라면 모름지기 엮는 이로 진화해야 하며, 그렇지 못한 자들에게는 가치가 없다고 설파한다. 그것을 실천하기 위해, 불특정 다수의 사람들이 길잡이를 '지키지 못할' 상황을 일부러 만든다는 테러 행위를 일으키고 있다.
그 결과, 이형이 대량 발생하게 되지만, 그 중에서 단 한 명이라도 엮는 이가 태어난다면 문제 없다는 사고방식을 가지고 있다. 심지어 그들이 만들어낸 대량의 이형을 제어하는 기술도 가지고 있어, 그렇게 만들어진 이형의 병사들을 전투 집단으로써 다양한 음모에 투입시키고 있다.
본거지는 남방의 '평온의 나라'이며, 길잡이에 지배되어 전쟁을 일으키고 있는 격양의 나라와 소금 나라 양국이 전쟁 끝에 공멸할 수 있도록 여러 가지 수단을 사용해 전선을 의도적으로 혼란시키고 있다.

#### 푸른 쌍안
이형을 구축하는 것을 목적으로 구성된 전사단. 정의의 편이기는 하지만, 가람이 된 이형만이 아닌 모든 이형을 철저하게 적대시 하고 있기 때문에, 그들의 행동에 따라 비극이 일어나는 일이 잦다.
엮는 이에 대해서는 이형화의 징후가 없다면 호의적이며 전사단 내부에 엮는 이가 있는 일도 드물지 않다.

#### 하네우마
'언제든지, 어디든지, 신속하게'를 모토로 삼고 있는 배달부들. 왼쪽 땅 전체에 걸쳐 네트워크를 가지고 있어 그 어떤 미개척지라 할지라도 정보나 물자를 전해다 준다.
위험한 직업이기는 하지만, 세계를 여행하고 싶다는 생각을 가진 이들에게 있어선 동경의 대상이 되기도 한다.

## 캐릭터 클래스
- 전사 - 자신의 육체를 싸움의 도구로 쓰는 클래스. 넷째 고대족 에로이카를 원점으로한다.
- 현자 - 다양한 지식에 뛰어난 자들을 나타내는 클래스. 그저 지식만 축적한 사람이 아닌, 그 지식을 실전적으로 사용할 수 있는 자만이 현자라고 불린다. 셋째 고대족 디보를 원점으로 한다.
- 술자 - 마법이나 마술을 다루는 클래스.  일곱째 고대족 오를 원점으로 한다.
- 승려 - 성교회에 봉사하는 성직자를 나타내는 클래스. 술자와 마찬가지로 마술적인 힘을 행사할 수 있다.
- 그림자 - 뒷세계에 관련된 자들을 나타내는 클래스. 즉, 이 세계의 법이나 윤리에 있어 범죄적이라고 분류되는 자들을 말한다. 두 번째 고대족 콘 브리오를 원점으로 한다.
- 동자 - 어린이나 어린 아이 같은 마음을 커서도 계속 가지고 있는 사람을 나타내는 클래스.  보통 사람보다 그들과 공감 할 수 있기 때문에 그들을 동료로 얻고, 그들의 힘을 빌리는 특기를 가진다.  여섯째 고대족 그롯티코를 원점으로 한다.
- 여행자 - 언제나 여행을 하는 생활이 일상이 된 자들. 엮는 이가 된 사람은 한 곳에 있을 수가 없어 여행의 생활을 보내는 자들도 많다.  첫째 고대족 아훼티를 원점으로 한다.
- 재봉사 - 엮는 이의 힘을 "이론화 된 기술"로써 다루는 사람들. 그들은 엮는 이의 힘을, 세계의 이치를 "바느질"하기 위한 마력으로 인식하고 있다. 그들은 재봉 바늘을 사용하여 엮는 이의 힘을 발휘한다.  "올이 풀린" 부분을 실로 정리하거나, 반대로 세계의 이치를 꿰메어내는 인과율의 실을 뽑아내어 일시적으로 "올이 풀리게" 만들어 현실을 개변시킨다. 당연한 일이지만, 재봉사는 엮는 이가 아니면 될 수가 없다.
- 귀족 - 세계 상류층에 속하는 것들.  동화 이야기의 단골인 '왕자와 공주'는 이 클래스에 속한다.
- 꼭두각시 - 신이 아니라 사람의 손에 의해 생명과 자아가 주어진 것들을 나타내는 클래스.
- 그들 - 보통의 동식물과 다른, 불가사의 한 힘을 가진 자들의 총칭.  지역에 따라서는 요정이나 아야카시 등이라고도 한다.
- 이형 - 길잡이에 등을 돌린 자들의 결말. 또는 다른 이형의 간섭에 의해 이형이 되어 버린 피해자들. 이형의 클래스를 얻은 엮는 이는, 이형화 자체는 막을 수 없었지만 그 이상의 진행을 하지 않도록 멈추어 있는 위험한 상태인 것이다.
- 불멸자 - 신의 은총에 의해 영원한 생명을 받은 자들의 클래스. 세계의 살아있는 기적, 길잡이의 산물로서 존경을 받고있다.
- 사냥꾼 - 사격 무기로 사냥감을 사냥하는 사람들의 클래스. 직업적인 사냥꾼 외에 저격수와 이형 헌터(악마 사냥꾼)도 이 종류에 속한다.
- 직공 - 어떤 일의 장인임을 나타내는 클래스. 다양한 아이템을 구입·제작하고 다루어낸다. 목수나 석공, 요리사도 이 클래스에 속하지만 특히 "꼭두각시"를 위한 데이터가 갖추어져 있어 꼭두각시를 지원하거나 반대로 쓰러트리는 데에 뛰어나다.
- 종자 - 사람을 섬기거나 타인과 유대 관계를 맺음으로써 힘을 발휘하는 자들의 클래스. 직업적인 집사와 메이드가 아니어도 멸사의 마음을 가지고 있다면 누구나 이 클래스를 가지기에 어울린다.
- 바다지킴이 - 해양생물을 몸에 기생시켜 수중활동 능력을 얻은 종족의 클래스. 다섯째 고대족 피네의 먼 후손이지만, 현재는 인간과 다른 종족으로써 취급받고 있어 데이터적으로도 다른 종족이 되어있다.

## 제품 목록
- 모노톤 뮤지엄 RPG (기본 룰 북) ISBN 978-4-04-727412-9
- 잉칼짠도(INCALZANDO) (리플레이 & 데이터 북) ISBN 978-4-04-727671-0
- 언제나 어두운 세헤라자데 (리플레이 & 데이터 북) ISBN 978-4-04-728147-9

## 같이 보기
- 스탠다드 RPG 시스템